# Остен-Сакен Микола Дмитрович
Граф Микола Дмитрович Остен-Сакен (14 [26] березня 1831, Чернігів, Чернігівська губернія — 9 [22] травня 1912, Монте-Карло, Монако) — російський дипломат, дійсний таємний радник (1896), посол у Баварії (1880-82, 1884-95) та Німеччині (1895—1912).

## Біографія
За походженням з остзейського дворянського роду, відомого з XV ст. Син члена Державної ради, генерала від кавалерії, генерал-ад'ютанта барона Дмитра Єрофійовича фон дер Остен-Сакена (1789—1881) та Ганни Іванівни Ушакової (1805—1897)). Православного віросповідання. Від батька успадкував володіння в Херсонській та Володимирській губерніях.
Отримав домашнє виховання, потім закінчив Рішельєвський ліцей в Одесі. У січні 1852 в якості молодшого канцелярського чиновника почав службу в Департаменті внутрішніх зносин Міністерства закордонних справ; потім був зарахований до дипломатичної канцелярії намісника Царства Польського. У 1854 проведений в колезькі секретарі й призначений чиновником особливих доручень при головнокомандуючому діючої армії під час Кримської війни 1853—1856.
У 1856 призначений молодшим секретарем російської місії в Гаазі, а в грудні того ж року переведений в Мадрид. У 1861 повернувся в Санкт-Петербург і працював у МЗС. У 1862—1864 перебував при російській місії у Швейцарії. У 1862 пожалуваний в камер-юнкери Височайшого Двору. У 1864—1869 старший секретар місії в Турині. У 1869 пожалуваний в камергери. У 1869—1880 повірений у справах, а потім міністр-резидент у Дармштадті (Гессен). У 1871 отримав чин дійсного статського радника, а в 1880 — таємного радника.
У 1880—1882 надзвичайний посланник і повноважний міністр у Мюнхені (Баварія). У 1882—1884 роках у С.-Петербурзі був членом ради МЗС. У 1884—1895 роках надзвичайний посланник і повноважний міністр у Мюнхені та Дармштадті. Із березня 1895 і до кінця життя — надзвичайний і повноважний посол у Берліні та одночасно надзвичайний посланник і повноважний міністр у Мекленбург-Шверіні та Мекленбург-Стреліці.
Початок діяльності Остен-Сакена в Берліні збігся з закінченням японсько-китайської війни 1894—1895 і мирними переговорами в Сімоносекі. Остен-Сакен сприяв залученню Німеччини до протесту (разом із Росією та Францією) проти японських вимог, пред'явлених переможеному Китаю. У 1904 намагався сприяти зближенню Німеччини з Росією на противагу англо-американському блоку на Далекому Сході. У травні 1896 року одержав чин дійсного таємного радника. Був відзначений всіма вищими російськими орденами включно до ордена Андрія Первозванного (1910).

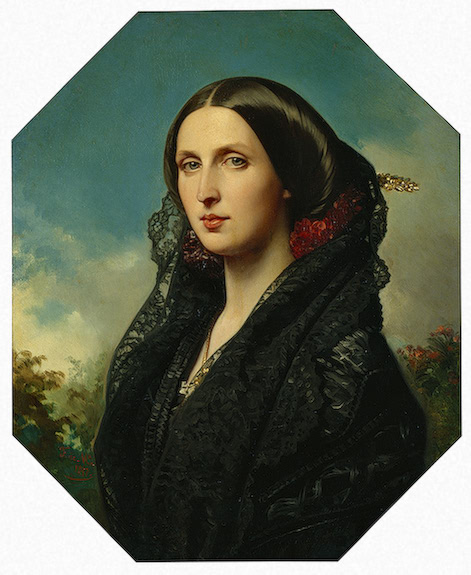
Марія Іллівна Голіцина

Дружина (з 3 травня 1861; Швейцарія) — княгиня Марія Іллівна Голіцина (1825—1907), дочка генерал-лейтенанта князя І. А. Долгорукова і вдова таємного радника, посла в Іспанії князя М. О. Голіцина. За словами сучасниці, подружжя Остен-Сакен були бездітні, і все життя ніжно любили один одного. Після смерті дружини граф був невтішний. За своїм зовнішнім виглядом, манерами й світоглядом, він був типовим представником зникаючого покоління «дипломатів-гран-сеньйорів». Маленького зросту, з бакенбардами, завжди надзвичайно ретельно одягнений, завжди говорить вишукано-елегантною французькою мовою, він був переконаним прихильником всіх традицій доброго, старого часу. Володіючи дуже великим станом, він мав можливість облаштувати своє життя відповідно до своїх ідеалів. Його кухня, сервірування, прийоми — були знамениті на всю Європу.